# Suzuki Epicuro
L'Epicuro è uno scooter prodotto da Suzuki dal 1999 al 2003.
Era disponibile nelle cilindrate 125cm³ e 150cm³ esclusivamente con motore 4 tempi a raffreddamento a liquido.